# OONI
온 오픈 옵서버토리 오브 네트워크 인터피어런스(OONI)는 전 세계적인 인터넷 검열을 감시하는 프로젝트이다. 봉쇄를 감지하는 소프트웨어를 실행하고 그 결과를 조직에 보고하는 자원봉사자들에게 의존한다. 2023년 6월 현재 OONI는 241개국에서 14억 6,840만 건의 네트워크 연결을 분석했다.

## 개발

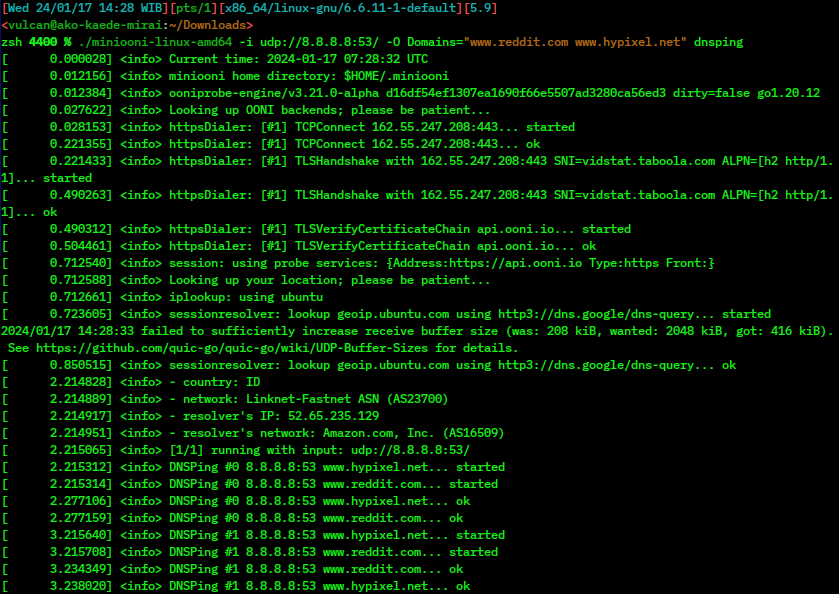
명령줄 소프트웨어 스크린샷

OONI는 2012년 토어 프로젝트 산하의 자유 소프트웨어 프로젝트로 공식 출범하여 전 세계적인 인터넷 검열을 연구하고 보여주는 것을 목표로 삼았다. 2017년에 OONI는 일련의 네트워크 측정치를 실행하는 모바일 앱인 OONI 프로브를 출시했다. 이러한 측정치는 중간 상자의 존재 외에도 차단된 웹사이트, 앱 및 기타 도구를 감지한다. 이러한 테스트 결과는 OONI 탐색기와 API를 통해 활용할 수 있다.
2018년까지 이 프로젝트는 오픈 테크놀로지 펀드(Open Technology Fund)로부터 1,286,070달러의 자금을 지원받았다.

## 테스트

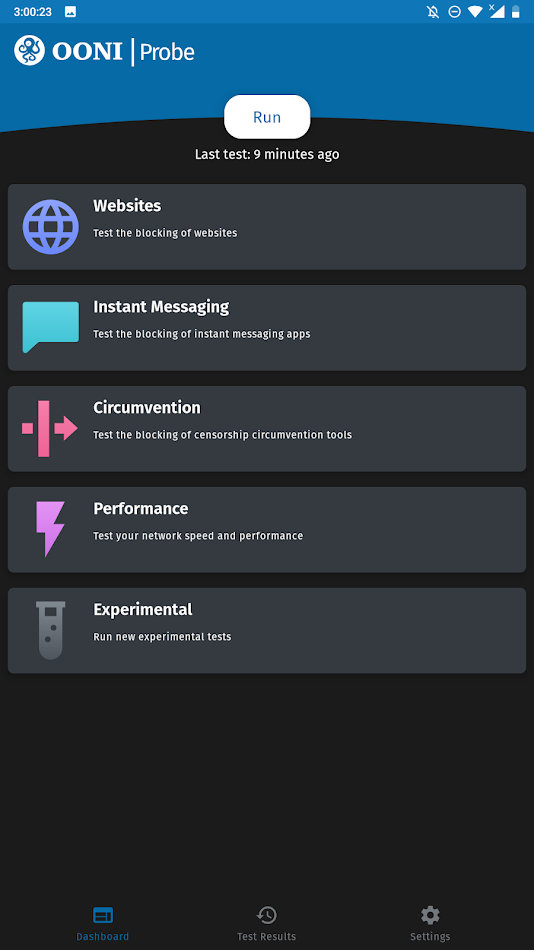
OONI 프로브 앱 대시보드 스크린샷

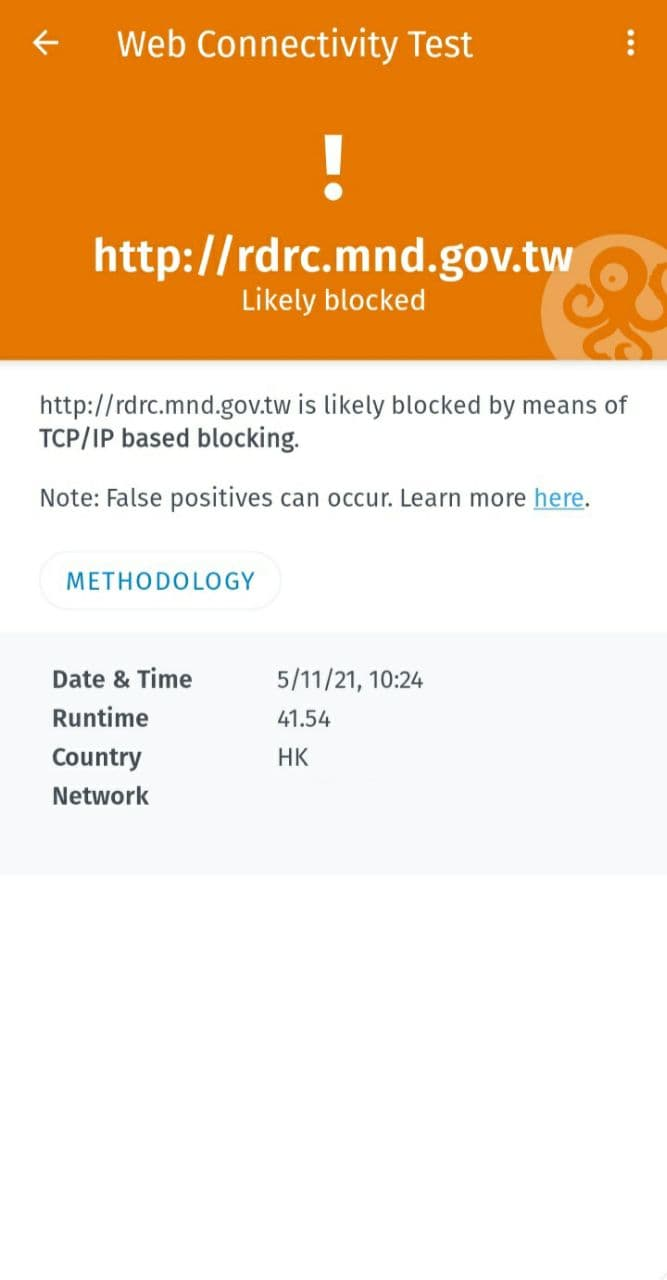
OONI 프로브 앱 스크린샷. 웹사이트가 TCP/IP 기반 차단에 의해 차단되었을 수 있다고 표시되어 있다.

OONI가 현재 배포한 테스트는 다음과 같다.
- 웹 연결
- 도메인 네임 시스템 일관성
- HTTP 호스트
- HTTP 요청
- 페이스북 메신저 접근
- 텔레그램 접근
- WhatsApp 접근
- 시그널 (소프트웨어) 접근
- HTTP 헤더 필드 조작 감지
- HTTP 잘못된 요청 라인 감지
- Meek 프론트 요청
- 토어 브리지 접근
- 바닐라 토어 접근
- 랜턴 접근
- Psiphon 접근
- HTTP 동적 적응 스트리밍 스트리밍
- NDT (네트워크 진단 테스트)[9]

## 주목할 만한 사례
OONI는 2019년 이란 인터넷 차단을 분석한 데이터를 확인했다. 2019년 2월 24일, 쿠바 독립 뉴스 매체인 트레멘다 노타(Tremenda Nota)는 쿠바에서 수십 년 만에 처음으로 새로운 헌법이 투표되기 몇 시간 전에 웹사이트가 차단되었음을 확인했다. OONI 네트워크 측정 데이터는 국민투표 기간 동안 여러 다른 독립 미디어 웹사이트와 함께 해당 사이트의 차단을 확인했다. 이 네트워크는 2017년에 쿠바에서 41개의 웹사이트가 차단된 것을 이전에 확인했다. 선거 기간 동안의 인터넷 검열 및 네트워크 중단 사례는 베냉, 잠비아, 및 토고에서도 감지되었다. 2019년 5월, OONI는 중국 정부가 위키백과의 모든 언어판을 차단했다고 보고했다. 2022년 러시아의 우크라이나 침공 이후, OONI는 대부분의 러시아 인터넷 서비스 제공업체가 X (소셜 네트워크), 페이스북, 인스타그램, 영국방송공사, 도이체 벨레, 자유유럽방송, 미국의 소리, 인테르팍스, 메두자, 도즈드, 더 뉴 타임스 및 200rf (우크라이나 내무부가 전쟁 중 포로로 잡히거나 사망한 가족 구성원을 러시아인이 찾을 수 있도록 출시한 웹사이트)에 대한 접근을 차단하기 시작했음을 확인했다.